# Campionati mondiali di nuoto in vasca corta 2010 - Staffetta 4x200 metri stile libero femminile
Le qualifiche per la finale si sono svolte la mattina del 15 dicembre 2010, mentre la finale si è svolta la sera dello stesso giorno.

## Medaglie
| Posizione | Oro                                    | Argento                                              | Bronzo                                                              |
| --------- | -------------------------------------- | ---------------------------------------------------- | ------------------------------------------------------------------- |
| Paese     | Cina                                   | Australia                                            | Francia                                                             |
| Atlete    | Chen Qian Tang Yi Liu Jing Zhu Qianwei | Blair Evans Jade Neilsen Kelly Stubbins Kylie Palmer | Camille Muffat Coralie Balmy Mylene Lazare Ophelie Cyrielle Etienne |

## Record
Prima della manifestazione il record del mondo (RM) e il record dei campionati (RC) erano i seguenti:
| Record mondiale       | 7:38.90 | Paesi Bassi | 9 aprile 2008 Manchester, Regno Unito |
| Record dei campionati | 7:38.90 | Paesi Bassi | 9 aprile 2008 Manchester, Regno Unito |

Durante la competizione sono stati migliorati i seguenti record:
| Data        | Evento | Nazione | Tempo   | Record |
| ----------- | ------ | ------- | ------- | ------ |
| 15 dicembre | Finale | Cina    | 7:35.94 | ,      |

## Risultati batterie
| Pos. | Nazione       | Atlete | Tempo        | Batteria     | Corsia       | Note         |
| ---- | ------------- | --- | ------------ | ------------ | ------------ | ------------ |
| 1    | Stati Uniti   | Missy Franklin (1:55.65) Dagny Knutson (3:50.78) Jasmine Tosky (5:47.38) Kathryn Hoff (7:40.63)                                 | 7:40.63      | 2            | 5            |              |
| 2    | Australia     | Blair Evans (1:55.59) Jade Neilsen (3:51.18) Kelly Stubbins (5:47.70) Kylie Palmer (7:40.92)                                    | 7:40.92      | 1            | 4            |              |
| 3    | Cina          | Jiaying Pang (1:55.65) Shijia Wang (3:53.03) Qian Chen (5:47.20) Qianwei Zhu (7:41.10)                                          | 7:41.10      | 1            | 6            |              |
| 4    | Francia       | Ophélie Cyrielle Etienne (1:55.77) Coralie Balmy (3:51.05) Mylène Lazare (5:47.49) Camille Muffat (7:43.18)                     | 7:43.18      | 2            | 2            |              |
| 5    | Ungheria      | Katinka Hosszú (1:57.44) Ágnes Mutina (3:52.91) Eszter Dara (5:51.38) Evelin Verrasztó (7:46.33)                                | 7:46.33      | 1            | 2            |              |
| 6    | Svezia        | Gabriella Fagundez (1:55.98) Ida Marko Varga (3:52.20) Michelle Coleman (5:51.71) Sarah Sjöström (7:49.25)                      | 7:49.25      | 2            | 4            |              |
| 7    | Italia        | Chiara Masini Luccetti (1:57.98) Alice Nesti (3:55.41) Francesca Segat (5:52.88) Renata Spagnolo (7:49.42)                      | 7:49.42      | 2            | 7            |              |
| 8    | Russia        | Elena Sokolova (1:59.02) Victoria Malyutina (3:57.12) Daria Belyakina (5:54.12) Veronika Popova (7:50.14)                       | 7:50.14      | 2            | 3            |              |
| 9    | Canada        | Alexandra Gabor (1:59.13) Sinead Russell (3:58.20) Amanda Reason (5:56.28) Genevieve Saumur (7:52.68)                           | 7:52.68      | 1            | 5            |              |
| 10   | Taipei cinese | WanJung Cheng (2:06.58) IChuan Chen (4:16.94) Ting Chen (6:21.34) ShengYo Ting (8:25.00)                                        | 8:25.00      | 1            | 3            |              |
| 11   | Perù          | Daniela Kaori Miyahara (2:07.61) Massie Milagros Carrillo (4:18.58) Oriele Alejandra Espinoza (6:26.77) Andrea Cedrón (8:33.22) | 8:33.22      | 2            | 1            |              |
| 12   | Macao         | Cheok Mei Ma (2:09.99) Chi Yan Tan (4:25.82) Wai Sam Lou (6:41.40) Erica Man Wai Vong (8:56.22)                                 | 8:56.22      | 2            | 6            |              |
|      | Malta         | squalificata | squalificata | squalificata | squalificata | squalificata |

## Finale
| Pos. | Nazione     | Atlete | Corsia | Tempo   | Note            |
| ---- | ----------- | --- | ------ | ------- | --------------- |
|      | Cina        | Qian Chen (1:54.73) Yi Tang (3:48.27) Jing Liu (5:41.86) Qianwei Zhu (7:35.94)                                 | 3      | 7:35.94 | Record mondiale |
|      | Australia   | Blair Evans (1:54.87) Jade Neilsen (3:49.74) Kelly Stubbins (5:45.15) Kylie Palmer (7:37.57)                   | 5      | 7:37.57 |                 |
|      | Francia     | Camille Muffat (1:53.17) Coralie Balmy (3:46.88) Mylène Lazare (5:43.12) Ophélie Cyrielle Etienne (7:38.33)    | 6      | 7:38.33 |                 |
| 4    | Stati Uniti | Kathryn Hoff (1:53.37) Dagny Knutson (3:49.52) Missy Franklin (5:44.82) Dana Vollmer (7:38.42)                 | 4      | 7:38.42 |                 |
| 5    | Svezia      | Gabriella Fagundez (1:56.42) Sarah Sjöström (3:51.30) Ida Marko Varga (5:46.61) Petra Granlund (7:41.91)       | 7      | 7:41.91 |                 |
| 6    | Italia      | Renata Spagnolo (1:57.60) Alice Nesti (3:55.80) Federica Pellegrini (5:50.50) Chiara Masini Luccetti (7:46.80) | 1      | 7:46.80 |                 |
| 7    | Ungheria    | Evelin Verrasztó (1:55.23) Ágnes Mutina (3:50.99) Katinka Hosszú (5:49.19) Eszter Dara (7:47.70)               | 2      | 7:47.70 |                 |
| 8    | Russia      | Veronika Popova (1:57.69) Daria Belyakina (3:54.24) Victoria Malyutina (5:52.19) Elena Sokolova (7:48.97)      | 8      | 7:48.97 |                 |